# 곡성 전 화장사지 석불좌상
곡성 전 화장사지 석불좌상(谷城 傳 華藏寺址 石佛坐像)은 대한민국 전라남도 곡성군 죽곡면 당동리에 있는 석불이다. 2005년 7월 13일 전라남도의 문화재자료 제255호로 지정되었다.

## 개요
'한적골'의 화장사지에 있던 불상이다. 원래 터는 경지정리되면서 지형이 변했고, 도난으로 불상의 목이 부러지는 등 훼손이 심하여 옮겨왔다.
훼손되기 전 얼굴 모습은 소발에 육계가 있고, 짧은 양귀와 목에는 삼도가 나타났다고 한다. 법의는 통견을 둘렀고, 가슴에서 복부까지 'U'자형의 의습이 반복되고 있다. 손 모양은 항마촉지인이다.
대좌는 앙련을 새긴 상대석과 복련을 새긴 하대석을 갖추었다. 특히 하대석의 연꽃무늬는 조각이 뚜렷하고 힘이 넘친다.
전체 높이는 200cm, 어깨너비 52cm, 무릎너비 83cm이다. 대좌의 연화문, 법의자락과 넓고 높은 무릎 등의 전체적인 형식으로 보아 고려시대 조성된 불상이다.

## 참고 자료
- 곡성전화장사지석불좌상 - 국가유산청 국가유산포털